# Mirna Peč
Mirna Peč – wieś w Słowenii, siedziba gminy Mirna Peč. W 2018 roku liczyła 1003 mieszkańców.